# 1 E16 m²
Za lažje predstavljanje različnih velikosti površin je tu seznam površin med 10 in 100 milijardami km². Glejte tudi področja drugih redov velikosti.
- površine, manjše od 10 milijard km²
- 44 milijard km² -- Saturn
- 64 milijard km² -- Jupiter
- površine, večje od 100 milijard km²